# Andriej Martynow
Andriej Wasiljewicz Martynow (ros. Андре́й Васи́льевич Марты́нов, ur. 9 sierpnia?/21 sierpnia 1879 w Rizaniu, zm. 29 stycznia 1938 w Moskwie) – rosyjski entomolog i paleontolog.

## Życiorys
W 1902 ukończył studia I stopnia na Moskiewskim Uniwersytecie Państwowym, gdzie kontynuował naukę na stadiach podyplomowych. W 1908 roku został przeniesiony do wydziału Uniwersytetu Warszawskiego, a w 1915 do Uniwersytetu w Rostowie nad Donem. W 1921 roku został kierownikiem działu sieciarek i chruścików Muzeum Zoologicznego Rosyjskiej Akademii Nauk w Leningradzie. W 1933 uzyskał stopień doktora nauk przyrodniczych oraz tytuł profesora. W 1935 przeniósł się do Instytutu Paleontologii, a w rok później przeprowadził do Moskwy. Od 1936 do swojej śmierci zajmował stanowisko starszego specjalisty na Wydziale Owadów Instytutu Paleontologicznego Rosyjskiej Akademii Nauk. Zmarł na raka w 1938.
Martynow początkowo specjalizował się w taksonomii i ekologii owadów z rzędów chruścików i widelnic oraz skorupiaków z rodziny kiełżowatych. Opublikował 25 prac badawczych dotyczących chruścików, głównie ich fauny azjatyckiej. We wczesnych latach dwudziestych XX wieku zaczął interesować się owadami wymarłymi, stając się pionierem na polu rosyjskiej paleoentomologii. W latach 1924–1925 zebrał liczne skamieniałości owadów kredowych, a w 1926 permskich. Opublikował prace w zakresie morfologii owadów, zwłaszcza użyłkowania skrzydeł, z których na szczególną uwagę zasługują The Interpretation of the Wing Venation and Tracheation of the Odonata and Agnatha z 1924 oraz Uber zwei Grundtypen der Flugel bei den Insecten und ihre Evolution z 1925. Podzielił owady uskrzydlone na staroskrzydłe (Palaeoptera) i nowoskrzydłe (Neoptera). Zajmował się filogenezą i systematyką owadów, zwłaszcza Polyneoptera (podgrupy Neoptera) i Palaeoptera. W 1928 przedstawił rezultaty badań nad wymarłymi owadami na IV Międzynarodowym Kongresie Entomologicznym w Stanach Zjednoczonych. Uważał, że badaniami skamieniałości powinni zajmować się specjaliści od współczesnych rzędów owadów. Do jego instytutu dołączyła w 1936 hemipterolog Elena Becker-Migdisowa, a w 1937 dipterolog Boris Rohdendorf.